# Santa Bárbara, Suchitepéquez
Santa Bárbara är en kommunhuvudort i Guatemala.   Den ligger i departementet Departamento de Suchitepéquez, i den sydvästra delen av landet, 80 km väster om huvudstaden Guatemala City. Santa Bárbara ligger 392 meter över havet och antalet invånare är 12 906.
Terrängen runt Santa Bárbara är kuperad åt nordost, men åt sydväst är den platt. Runt Santa Bárbara är det ganska tätbefolkat, med 166 invånare per kvadratkilometer. Närmaste större samhälle är Chicacao, 14,3 km nordväst om Santa Bárbara. I omgivningarna runt Santa Bárbara växer huvudsakligen savannskog.